# George Crețianu
George Crețianu (n. 3 octombrie 1829, București, Țara Românească – d. 6 august 1887, București, România) a fost un poet și publicist român, membru de onoare (din 1882) al Academiei Române.
A fost elev al Colegiului Sfântu Sava din București. A studiat dreptul la Paris, unde a fondat împreună cu alți tineri români ziarul "Junimea Română", care a militat pentru Unire. S-a întors în țară în anul 1853, când a intrat în magistratură ca procuror de tribunal , apoi substitut la Înalta Curte, iar în 1857, juristconsult al Statului.  În 1859 a fost numit director în Ministerul Justiției, apoi ministru ad-interim la același minister. În 1860 este numit membru la Înalta Curte, apoi procuror la Casație, iar în continuare, membru la Casație, până la sfârșitul vieții.

## Scrieri
- Melodii intime, București, Impr. Sfântei Mitropolii, 1855
- Patrie și libertate (Poesii vechi și noui), București, Göbl, 1879

A colaborat la ziarul Patria din 1854, care însă a fost oprit de cenzură. George Călinescu precizează că Crețianu a fost autorul popularului "Cântec al străinătății" ("Fie pâinea cât de rea, tot mai bine-n țara mea").